# Architecture & Morality
Architecture & Morality är det tredje albumet av den brittiska synthpopgruppen Orchestral Manoeuvres in the Dark utgivet 1981. 
Andy McCluskey har beskrivit Architecture & Morality som ett album representativt för gruppens hela musikaliska bredd "från det experimentella till slagkraftiga poplåtar".
Albumet blev en försäljnings- och kritikerframgång, det har sålt i fyra miljoner exemplar och anses vara gruppens mest nyskapande verk.  Det nådde 3:e plats på brittiska albumlistan och blev 1:a i Belgien och Holland. De tre singlarna Souvenir, Joan of Arc och Maid of Orleans nådde samtliga topp 5 på brittiska singellistan och blev internationella hits som tillsammans sålt flera miljoner exemplar.

## Låtförteckning
Sida A
1. "The New Stone Age" - 3:22
2. "She's Leaving" - 3:28
3. "Souvenir" - 3:39
4. "Sealand" - 7:47

Sida B
1. "Joan of Arc" - 3:48
2. "Joan of Arc (Maid of Orleans)" - 4:12
3. "Architecture and Morality (Instrumental)" - 3:43
4. "Georgia" - 3:24
5. "The Beginning and the End" - 3:48